# Cena Kateřiny Krausové
Cena Kateřiny Krausové je ocenění, které se každoročně uděluje nejlepší diplomové práci v oboru španělská filologie nebo jiném romanistickém oboru FF UK. Nese jméno někdejší absolventky tohoto oboru, která předčasně zemřela ve Spojených státech. Její příbuzní pak zřídili tuto cenu na její počest. 
Mezi laureáty ceny mimo jiné patří:
- 1994 – Radovan Beneš za práci Macondo – imaginární svět v díle Gabriela Garcíi Márqueze
- 1995 – Dagmar Červenková za práci Inovační tendence v současné evropské španělštině
- 1996 – Marek Říha za práci Počátky české katalanistiky: (dílo J. Verdaguera a R. Llulla v Čechách) a Michal Fousek za práci Abel Posse: Psi z ráje
- 1997 – Klára Vávrová za práci Recepce hispanoamerické literatury v české kultuře
- 1998 – Alexandra Berendová za práci Univerzalita barokních zdrojů poezie u Sor Juany Inés de la Cruz a Adama Václava Michny z Otradovic a odlišnost jejich místního a národního vyjádření
- 1999 – Daniel Gája za práci Polopredikační konstrukce v současné španělštině
- 2000 – Aleš Kepart za práci Xavier Zubiri a jeho spis „Inteligencia sentiente“
- 2001 – Roman Casado
- 2002 – Tereza Cílková Lexikální změny ve španělském jazyce v New Orleansu a Kateřina Garcíová Charakteristika monastirské varianty judeošpanělštiny
- 2003 – Mariana Švecová za práci Jorge Luis Borges a kabala a Eva Gassauerová za práci Infant v Havaně a Havana v díle Guillerma Cabrery Infanta
- 2004 – Hana Hýžová Vliv nativních jazyků na salvadorskou španělštinu